# Quietest Moments Tour
Die Quietest Moments Tour war eine weltweite Konzerttournee der britischen Rockband Supertramp, bei der die Gruppe ihr 1977 veröffentlichtes, namensgebendes Album Even in the Quietest Moments … vorstellte.

## Hintergrund
Die Tournee begann am 6. April 1977 in Regina (Saskatchewan) und endete am 10. November des gleichen Jahres in London. Sie umfasste insgesamt 118 Auftritte in Nordamerika und Europa.
Bedingt durch den endgültigen Durchbruch Supertramps in den USA und Kanada mit dem Album Even in the Quietest Moments … und dem darauf befindlichen Single-Hit Give a Little Bit war die Tournee ein großer Erfolg und etablierte die Band als gefragten Liveact. Kritiker lobten vor allem den vollen Konzertsound und die Spielfreude der Band sowie die humorigen Liedankündigungen von Saxophonist John Helliwell.
Bei vereinzelten Konzerten in Nordamerika spielten Procol Harum im Vorprogramm.

## Liveaufnahmen
Aus den zahlreichen Konzerten der Tournee ging kein offizielles Livealbum hervor, jedoch wurde das Abschlusskonzert der Tournee in London am 10. November 1977 von der BBC mitgeschnitten und als 50-minütige Zusammenfassung in verschiedenen Radiosendungen ausgestrahlt, weshalb diese Aufnahme als Bootleg zirkuliert.

## Setlist

### Beispiel-Setlist
- School
- Ain’t Nobody But Me
- Give a Little Bit
- Bloody Well Right
- Sister Moonshine
- Easy Does It
- Lady
- From Now On
- Hide in Your Shell
- Poor Boy
- Babaji
- Asylum
- Dreamer
- A Soapbox Opera
- Even in the Quietest Moments …
- If Everyone Was Listening
- Another Man’s Woman
- Fool’s Overture
- Two of Us
- Crime of the Century

## Tourdaten
| Nr.                 | Datum               | Stadt               | Land                | Veranstaltungsort                       | Veranstaltungsort             |
| Leg 1 – Nordamerika | Leg 1 – Nordamerika | Leg 1 – Nordamerika | Leg 1 – Nordamerika | Leg 1 – Nordamerika                     | Leg 1 – Nordamerika           |
| ------------------- | ------------------- | ------------------- | ------------------- | --------------------------------------- | ----------------------------- |
| 1                   | 6. April 1977       | Regina              | Kanada              | Exhibition Stadium                      |                               |
| 2                   | 7. April 1977       | Saskatoon           | Kanada              | Centennial Auditorium                   |                               |
| 3                   | 8. April 1977       | Winnipeg            | Kanada              | Winnipeg Arena                          |                               |
| 4                   | 9. April 1977       | Winnipeg            | Kanada              | Winnipeg Arena                          |                               |
| 5                   | 11. April 1977      | Lethbridge          | Kanada              | Canada Games Sportsplex                 |                               |
| xx                  | 12. April 1977      | Edmonton            | Kanada              | Northlands Coliseum                     | verlegt auf den 15. Juli 1977 |
| 6                   | 15. April 1977      | Spokane             | Vereinigte Staaten  | Coliseum                                |                               |
| 7                   | 16. April 1977      | Pullman             | Vereinigte Staaten  | WSU Performing Arts Coliseum            |                               |
| 8                   | 17. April 1977      | Portland            | Vereinigte Staaten  | Paramount Theatre                       |                               |
| 9                   | 20. April 1977      | Seattle             | Vereinigte Staaten  | Center Coliseum                         |                               |
| 10                  | 22. April 1977      | Vancouver           | Kanada              | Pacific Coliseum                        |                               |
| 11                  | 23. April 1977      | Victoria            | Kanada              | Memorial Arena                          |                               |
| 12                  | 27. April 1977      | Stockton            | Vereinigte Staaten  | Memorial Civic Auditorium               |                               |
| 13                  | 28. April 1977      | Inglewood           | Vereinigte Staaten  | The Forum                               |                               |
| 14                  | 30. April 1977      | Oakland             | Vereinigte Staaten  | Paramount Theatre                       |                               |
| 15                  | 2. Mai 1977         | Paradise            | Vereinigte Staaten  | Aladdin Theatre for the Performing Arts |                               |
| 16                  | 3. Mai 1977         | San Diego           | Vereinigte Staaten  | Civic Theatre                           |                               |
| 17                  | 5. Mai 1977         | Fresno              | Vereinigte Staaten  | Selland Arena                           |                               |
| 18                  | 6. Mai 1977         | Fresno              | Vereinigte Staaten  | Selland Arena                           |                               |
| 19                  | 7. Mai 1977         | Bakersfield         | Vereinigte Staaten  | Civic Auditorium                        |                               |
| 20                  | 9. Mai 1977         | Denver              | Vereinigte Staaten  | Regis College Fieldhouse                |                               |
| 21                  | 11. Mai 1977        | Kansas City         | Vereinigte Staaten  | Memorial Hall                           |                               |
| 22                  | 12. Mai 1977        | St. Louis           | Vereinigte Staaten  | Fox Theatre                             |                               |
| 23                  | 13. Mai 1977        | Chicago             | Vereinigte Staaten  | Uptown Theatre                          |                               |
| 24                  | 15. Mai 1977        | Detroit             | Vereinigte Staaten  | Ford Auditorium                         |                               |
| 25                  | 19. Mai 1977        | Milwaukee           | Vereinigte Staaten  | MECCA Arena                             |                               |
| 26                  | 20. Mai 1977        | Milwaukee           | Vereinigte Staaten  | MECCA Arena                             |                               |
| 27                  | 21. Mai 1977        | St. Paul            | Vereinigte Staaten  | Civic Center                            |                               |
| 28                  | 22. Mai 1977        | Madison             | Vereinigte Staaten  | Dane County Veterans Memorial Coliseum  |                               |
| 29                  | 23. Mai 1977        | Indianapolis        | Vereinigte Staaten  | Circle Theater                          |                               |
| 30                  | 24. Mai 1977        | Ashwaubenon         | Vereinigte Staaten  | Brown County Veterans Memorial Arena    |                               |
| 31                  | 25. Mai 1977        | Indianapolis        | Vereinigte Staaten  | Circle Theater                          |                               |
| 32                  | 28. Mai 1977        | Louisville          | Vereinigte Staaten  | Memorial Auditorium                     |                               |
| 33                  | 1. Juni 1977        | Toronto             | Kanada              | Maple Leaf Gardens                      |                               |
| 34                  | 2. Juni 1977        | Toronto             | Kanada              | Maple Leaf Gardens                      |                               |
| 35                  | 4. Juni 1977        | Niagara Falls       | Vereinigte Staaten  | Convention and Civic Center             |                               |
| 36                  | 5. Juni 1977        | Rochester           | Vereinigte Staaten  | Auditorium Theatre                      |                               |
| 37                  | 6. Juni 1977        | Burlington          | Vereinigte Staaten  | Memorial Auditorium                     |                               |
| 38                  | 10. Juni 1977       | Akron               | Vereinigte Staaten  | Civic Theatre                           |                               |
| 39                  | 11. Juni 1977       | Poughkeepsie        | Vereinigte Staaten  | Mid-Hudson Civic Center                 |                               |
| 40                  | 12. Juni 1977       | Boston              | Vereinigte Staaten  | Orpheum Theatre                         |                               |
| 41                  | 15. Juni 1977       | Virginia Beach      | Vereinigte Staaten  | Alan B. Shepard Civic Center            |                               |
| 42                  | 16. Juni 1977       | Washington, D.C.    | Vereinigte Staaten  | Lisner Auditorium                       |                               |
| 43                  | 17. Juni 1977       | Upper Darby         | Vereinigte Staaten  | Tower Theatre                           |                               |
| 44                  | 18. Juni 1977       | New York City       | Vereinigte Staaten  | Palladium                               |                               |
| 45                  | 19. Juni 1977       | Allentown           | Vereinigte Staaten  | Allentown Fairgrounds                   |                               |
| 46                  | 21. Juni 1977       | Saratoga Springs    | Vereinigte Staaten  | Saratoga Performing Arts Center         |                               |
| 47                  | 24. Juni 1977       | Halifax             | Kanada              | Forum                                   |                               |
| 48                  | 25. Juni 1977       | Moncton             | Kanada              | Coliseum                                |                               |
| 49                  | 27. Juni 1977       | Quebec City         | Kanada              | Le Colisée                              |                               |
| 50                  | 28. Juni 1977       | Montréal            | Kanada              | Forum                                   |                               |
| 51                  | 29. Juni 1977       | Montréal            | Kanada              | Forum                                   |                               |
| 52                  | 2. Juli 1977        | Ottawa              | Kanada              | Civic Centre                            |                               |
| 53                  | 3. Juli 1977        | Ottawa              | Kanada              | Civic Centre                            |                               |
| 54                  | 5. Juli 1977        | Kingston            | Kanada              | Jock Harty Arena                        |                               |
| 55                  | 7. Juli 1977        | Greater Sudbury     | Kanada              | Community Arena                         |                               |
| 56                  | 8. Juli 1977        | London              | Kanada              | London Gardens                          | 2 shows                       |
| 57                  | 8. Juli 1977        | London              | Kanada              | London Gardens                          | 2 shows                       |
| 58                  | 9. Juli 1977        | Kitchener           | Kanada              | Memorial Auditorium                     |                               |
| 59                  | 10. Juli 1977       | Kitchener           | Kanada              | Memorial Auditorium                     |                               |
| 60                  | 14. Juli 1977       | Calgary             | Kanada              | Stampede Corral                         |                               |
| 61                  | 15. Juli 1977       | Edmonton            | Kanada              | Northlands Coliseum                     |                               |
| 62                  | 23. Juli 1977       | Dallas              | Vereinigte Staaten  | Convention Center                       |                               |
| 63                  | 24. Juli 1977       | Houston             | Vereinigte Staaten  | Music Hall                              |                               |
| 64                  | 25. Juli 1977       | San Antonio         | Vereinigte Staaten  | Municipal Auditorium                    |                               |
| 65                  | 28. Juli 1977       | Miami               | Vereinigte Staaten  | Gusman Cultural Center                  |                               |
| 66                  | 29. Juli 1977       | Miami               | Vereinigte Staaten  | Gusman Cultural Center                  |                               |
| 67                  | 30. Juli 1977       | Tampa               | Vereinigte Staaten  | Curtis Hixon Hall                       |                               |
| 68                  | 31. Juli 1977       | Jacksonville        | Vereinigte Staaten  | Veterans Memorial Coliseum              |                               |
| 69                  | 2. August 1977      | Memphis             | Vereinigte Staaten  | Ellis Memorial Auditorium               |                               |
| 70                  | 3. August 1977      | Birmingham          | Vereinigte Staaten  | Birmingham-Jefferson Civic Center       |                               |
| 71                  | 5. August 1977      | Atlanta             | Vereinigte Staaten  | Fox Theatre                             |                               |
| 72                  | 6. August 1977      | Greensboro          | Vereinigte Staaten  | Coliseum                                |                               |
| 73                  | 7. August 1977      | Williamsburg        | Vereinigte Staaten  | William & Mary Hall                     |                               |
| Leg 2 – Europa      |                     |                     |                     |                                         |                               |
| 74                  | 28. August 1977     | Kopenhagen          | Danemark            | Tivoli                                  |                               |
| 75                  | 30. August 1977     | Stockholm           | Schweden            | Konserthuset                            |                               |
| 76                  | 1. September 1977   | Oslo                | Norwegen            | Ekeberghallen                           |                               |
| 77                  | 2. September 1977   | Göteborg            | Schweden            | Scandinavium                            |                               |
| 78                  | 3. September 1977   | Lund                | Schweden            | Olympen                                 |                               |
| 79                  | 7. September 1977   | Hamburg             | Deutschland         | CCH                                     |                               |
| 80                  | 8. September 1977   | Hannover            | Deutschland         | Niedersachsenhalle                      |                               |
| 81                  | 10. September 1977  | Ludwigshafen        | Deutschland         | Friedrich-Ebert-Halle                   |                               |
| 82                  | 11. September 1977  | Köln                | Deutschland         | Sporthalle                              |                               |
| 83                  | 13. September 1977  | Berlin              | Deutschland         | Deutschlandhalle                        |                               |
| 84                  | 15. September 1977  | Düsseldorf          | Deutschland         | Philipshalle                            |                               |
| 85                  | 16. September 1977  | Wiesbaden           | Deutschland         | Rhein-Main-Halle                        |                               |
| 86                  | 18. September 1977  | Sindelfingen        | Deutschland         | Messehalle                              |                               |
| 87                  | 21. September 1977  | München             | Deutschland         | Olympiahalle                            |                               |
| 88                  | 23. September 1977  | Genf                | Schweiz             | Pavillon des Sports de Champel          |                               |
| 89                  | 24. September 1977  | Basel               | Schweiz             | St. Jakobshalle                         |                               |
| 90                  | 26. September 1977  | Barcelona           | Spanien             | Palau Municipal d’Esports               |                               |
| 91                  | 28. September 1977  | Marseille           | Frankreich          | Unknown Venue                           |                               |
| 92                  | 29. September 1977  | Lyon                | Frankreich          | Palais d’Hiver                          |                               |
| 93                  | 30. September 1977  | Paris               | Frankreich          | Pavillon de Paris                       |                               |
| 94                  | 3. Oktober 1977     | Rotterdam           | Niederlande         | Sportpaleis Ahoy’                       |                               |
| 95                  | 4. Oktober 1977     | Rotterdam           | Niederlande         | Sportpaleis Ahoy’                       |                               |
| 96                  | 5. Oktober 1977     | Cambrai             | Frankreich          | Palais des Grottes                      |                               |
| 97                  | 7. Oktober 1977     | Brüssel             | Belgien             | Forest National                         |                               |
| 98                  | 8. Oktober 1977     | Brüssel             | Belgien             | Forest National                         |                               |
| 99                  | 10. Oktober 1977    | Amsterdam           | Niederlande         | Jaap Edenhal                            |                               |
| 100                 | 11. Oktober 1977    | Amsterdam           | Niederlande         | Jaap Edenhal                            |                               |
| 101                 | 15. Oktober 1977    | Birmingham          | England             | Odeon Theatre                           |                               |
| 102                 | 16. Oktober 1977    | Birmingham          | England             | Odeon Theatre                           |                               |
| 103                 | 17. Oktober 1977    | Liverpool           | England             | Empire Theatre                          |                               |
| 104                 | 19. Oktober 1977    | Manchester          | England             | King’s Hall at Belle Vue                |                               |
| 105                 | 20. Oktober 1977    | Manchester          | England             | King’s Hall at Belle Vue                |                               |
| 106                 | 21. Oktober 1977    | Coventry            | England             | Coventry Theatre                        |                               |
| 107                 | 24. Oktober 1977    | Newcastle upon Tyne | England             | City Hall                               |                               |
| 108                 | 25. Oktober 1977    | Edinburgh           | Schottland          | Usher Hall                              |                               |
| 109                 | 26. Oktober 1977    | Glasgow             | Schottland          | Apollo Theatre                          |                               |
| 110                 | 27. Oktober 1977    | Glasgow             | Schottland          | Apollo Theatre                          |                               |
| 111                 | 30. Oktober 1977    | Leicester           | England             | De Montfort Hall                        |                               |
| 112                 | 1. November 1977    | London              | England             | Wembley Empire Pool                     |                               |
| 113                 | 2. November 1977    | London              | England             | Wembley Empire Pool                     |                               |
| 114                 | 4. November 1977    | Brighton            | England             | Brighton Centre                         |                               |
| 115                 | 5. November 1977    | New Forest          | England             | Unknown Venue                           |                               |
| 116                 | 6. November 1977    | New Forest          | England             | Unknown Venue                           |                               |
| 117                 | 7. November 1977    | Bournemouth         | England             | Winter Gardens                          |                               |
| 118                 | 10. November 1977   | London              | England             | Queen Mary College                      |                               |

## Band
- Rick Davies: Gesang, Klavier, Wurlitzer electric piano, Hammondorgel, ARP Omni 2, Elka Rhapsody 610 string machines, Oberheim OB-1, Oberheim Four Voice synthesizers, Hohner Clavinet, Mundharmonika, Tamburin
- Roger Hodgson: Gesang, Gitarre, Klavier, Wurlitzer electric piano, ARP Omni 2, Elka Rhapsody 610, Oberheim Four-Voice synthesizers
- John Helliwell: Saxophon, Klarinette, Synthesizer, Hammondorgel bei Ain’t Nobody But Me, Hintergrundgesang
- Dougie Thomson: Bass, Hammondorgel bei School, zusätzlicher Synthesizer bei Fool’s Overture, Hintergrundgesang
- Bob Siebenberg: Schlagzeug, Percussion, Hintergrundgesang